# Cai Yun
Cai Yun (chiń. upr. 蔡赟; chiń. trad. 蔡贇; pinyin Cài Yūn, ur. 19 stycznia 1980 w Suzhou) – chiński badmintonista, złoty i srebrny medalista olimpijski w grze podwójnej, czterokrotny mistrz świata. Przez większą część kariery grał w parze z Fu Haifeng.
Wystąpił na trzech letnich igrzyskach olimpijskich. Na swoich pierwszych zawodach w Atenach dodarł z Fu Haifeng do ćwierćfinału. W Pekinie w tym samym składzie zdobył srebrny medal w grze podwójnej, przegrywając w finale z Indonezyjczykami Markisem Kido i Hendrą Setiawanem. Cztery lata później w Londynie wywalczył złoty medal. Tym razem okazali się lepsi w finale od Duńczyków Mathiasa Boe i Carstena Mogensenena.